# Nâtya-shâstra

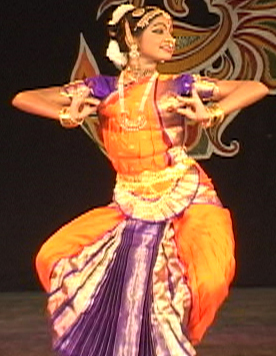
Danseuse Bharatanatyam de l’école Sri Devi Nrithyalaya Bharatanatyam à Chennai.

Le Nâtya-shâstra (du sanskrit : nâtya, « drame », et, shâstra, « traité ») est une œuvre littéraire encyclopédique de l'hindouisme antique, donnant les bases du théâtre indien et de la danse classique indienne. Il se considère comme le cinquième Veda.
Ce texte en sanskrit, composé par Bharata Muni entre 200 av. J.-C. et 200 ap. J.-C., expose les codifications pour le théâtre, le jeu dramatique, la poésie, la danse, le chant et la musique. Le Nâtya-shâstra, divisé en trente-huit adhyâya, ou chapitres, donne toutes les données de la représentation. Il décrit l'édifice idéal, les règles de prosodie et de diction, les types de personnages, la représentation des sentiments et les mouvements de chaque membre. Soixante-sept mudrās (positionnement des mains), et trente-six mouvements d'yeux y sont décrits précisément. Ce texte formule la théorie esthétique du Rasa et des bhavas et demeure encore aujourd'hui l'ouvrage de base de toute création scénique en Inde.

## Historiographie et études
Le texte a été retrouvé en 1784 lors de fouille archéologiques organisée par le gouverneur britannique du Bengale occidental, mais la découverte d'autre textes a permis de constater qu'il a été étudié et cité à  des nombreuses reprises au cours de l'histoire. La traduction de plusieurs chapitres dans les années 1890 l'a rendu célèbre en occident.
Abhinavagupta en a fait un célèbre commentaire au Xe siècle sous le titre Abhinavabharati (en).

## Contenu

### Karana
Le quatrième chapitre du Natyashastra décrit les Karanas, qui sont 108 unités de danse, formées de la combinaison entre position des jambes et positions des bras. Ce serait ces karanas qui auraient donné les différents adavus, c'est-à-dire les pas de base de la danse bharatanatyam.